# Necikîne, Prîazovske
Necikîne (în ucraineană Нечкине) este un sat în comuna Oleksandrivka din raionul Prîazovske, regiunea Zaporijjea, Ucraina.

## Demografie
Componența lingvistică a localității Necikîne
     Ucraineană (78,13%)
     Rusă (21,88%)
Conform recensământului din 2001, majoritatea populației localității Necikîne era vorbitoare de ucraineană (78,13%), existând în minoritate și vorbitori de rusă (21,88%).